# VEGAP
Visual, Entitat de Gestió d'Artistes Plàstics (VEGAP) és una entitat de gestió col·lectiva de drets d'autor d'obres de la creació visual, epígraf que inclou les imatges fixes i mòbils amb independència del suport o procés utilitzat per a la seva creació.
La defensa dels drets d'autor s'estén als següents àmbits: la reproducció de creacions visuals, la distribució de còpies d'obres d'artistes plàstics mitjançant la venda, lloguer o préstec, la comunicació pública de les obres visuals, la remuneració per ús privat i revenda de les obres visuals i l'exportació i transformació de les creacions d'artistes plàstics.

## Història
Fins a l'any 1987 els drets d'autor dels artistes plàstics els havia cobrat la SGAE. L'aprovació el mateix any de la Llei de Propietat Intel·lectual i la consegüent adaptació a la llei dels estatuts de SGAE va fer aparèixer un buit en l'àmbit de la gestió dels drets dels artistes plàstics. Per aquest motiu, les diferents associacions professionals van donar suport a la creació de VEGAP –llavors Visual Associació d'Artistes Plàstics-, que va ser autoritzada com a entitat de gestió pel Ministeri de
Cultura al mes de juny de l'any 1990.
El concepte de creació visual s'ha ampliat des de la creació de l'entitat fins a abraçar les imatges mòbils. Així, l'any 1992 es va acordar que els autors de fotografia, il·lustració i disseny formessin part de l'entitat i l'any 1995 es varen incorporar els autors de videocreació. VEGAP té la seu a Madrid i un centre a Barcelona.